# Désirée Gay

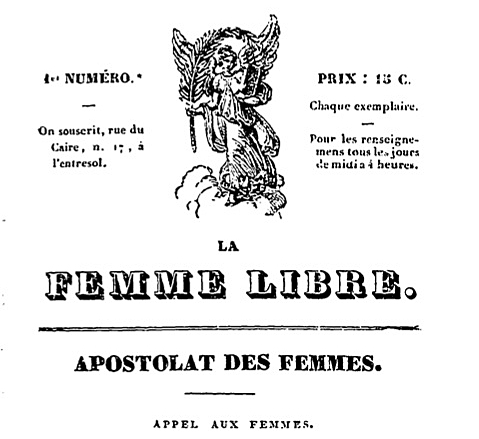
Titelbild von Nr. 1 der ersten Zeitung, die von Frauen gemacht und geschrieben wurde, 1832

Jeanne-Désirée Véret Gay (* 4. April 1810 in Paris; † nach 1891 in Brüssel) war eine französische Feministin, Sozialistin und Mitherausgeberin der ersten feministischen Zeitschrift, die von Frauen geschrieben und gemacht wurde.

## Leben
Désirée Véret wurde in eine Arbeiterfamilie geboren und arbeitete als Näherin, bevor sie sich 1831 dem Saint-Simonismus anschloss. Im August 1832 gründete sie zusammen mit Marie-Reine Guindorf La Femme libre, als Reaktion auf den Ausschluss der Frauen von der Entscheidungsfindung unter den Saint-Simonisten. Véret deklarierte, ab sofort vorrangig den Kampf für die „Freiheit der Frauen“ kämpfen zu wollen. Am Ende desselben Sommers traf sie Charles Fourier und Victor Considerant.
1833 ging Désirée Véret nach England, um dort zu arbeiten. Dort schloss sie sich den Anhängern des Sozialisten Robert Owen an, darunter auch Jules Gay, der sich für soziale und sexuelle Gleichheit einsetzte. Während dieser Zeit fungierte sie als Vermittlerin zwischen den Anhängern Owens, den Saint-Simonisten und Charles Fourier. Als sie nach zwei Jahren nach Frankreich zurückkehrte, arbeitete sie zunächst in Dieppe als Näherin, bevor sie nach Paris zurückkehrte. Dort hatte sie eine kurze Affäre mit Victor Considerant, bevor sie Ende 1837 Jules Gay heiratete, mit dem sie zwei Kinder hatte, Jean (* 1838) und Owen (* 1842). Seitdem nannte sie sich Desirée Gay.
1840 versuchte sie zusammen mit ihrem Mann, eine Schule in Châtillon-sous-Bagneux zu gründen, um sehr jungen Kindern eine körperliche und moralische Erziehung zu geben, aber sie scheiterten, wahrscheinlich aufgrund von Kapitalmangel.
Mit der Französischen Revolution von 1848 stürzte sich Gay auf die öffentliche Bühne. In Briefen und Petitionen an die provisorische Regierung forderte sie diese auf, liberale Scheidungsgesetze zu verabschieden, den Status von Arbeiterinnen zu verbessern und Restaurants und Wäschereien zu subventionieren, die Frauen die finanzielle Unabhängigkeit ermöglichen. Gay wurde einstimmig zur Delegierten der Arbeiterkommission gewählt, die im Palais du Luxembourg tagte. Die Regierung richtete die kurzlebigen Nationalwerkstätten ein, um arbeitslosen Frauen und Männern Arbeit zu verschaffen. Gay wurde zur Leiterin einer Abteilung ernannt, aber die Werkstätten standen nur Frauen offen, die in der Textilindustrie arbeiteten, und sie erhielten einen Hungerlohn. Kurz darauf wurde Gay entlassen und arbeitete im März und April an der feministischen Zeitung La Voix des Femmes mit, die von Jeanne Deroin und Eugénie Niboyet gegründet worden war. Die Publikation musste bald eingestellt werden, doch Gay gründete mit Deroin die Association mutuelle des femmes und eine neue Zeitung, La Politique des Femmes, die jedoch nur zwei Ausgaben hatte, und später L'Opinion des femmes. Obwohl die beiden Frauen im August 12.000 Franc von der 1848er-Nationalversammlung erhalten hatten, um eine Vereinigung von Näherinnen von Damenunterwäsche zu gründen, entschied Gay, sich nicht an der Gründung der Organisation zu beteiligen. Sie zog sich Ende 1849 aus der militanten Arbeit zurück und nahm im folgenden Jahr ihre Arbeit als Näherin wieder auf.
Mit dem Geld alter saint-simonistischer Freunde gründete sie einen Kurzwarenladen in der Rue de la Paix und erhielt für ihre Arbeit auf der Pariser Weltausstellung von 1855 einen Preis. Ihr Mann arbeitete seinerseits als Buchhändler und Drucker, der sich auf littérature galante spezialisierte, doch die Auflagen der Zensur zwangen sie 1864 zur Emigration nach Brüssel. Dort wurden sie Mitglieder der Internationalen Arbeiterassoziation, wobei Désirée Gay 1866 sogar Vorsitzende der Frauensektion wurde. Da sie sich weiterhin für Kinder- und Erziehungsfragen interessierte, veröffentlichte sie 1868 auch ein Handbuch für junge Mütter mit dem Titel Éducation rationnelle de la première enfance. 1869 zogen sie nach Genf, dann nach Turin, bevor sie 1876 nach Brüssel zurückkehrten.
1883 wurde sie Witwe, danach verlor sie ihre beiden Söhne und 1890 auch ihr Augenlicht. Zu der Zeit trat sie mit Considerant wieder brieflich in Kontakt. Dieser Briefwechsel endete Mitte 1891, möglicherweise aufgrund ihres Todes. Es ist bekannt, dass Considerant sie auf seiner Reise nach Brüssel im November nicht getroffen hat, und es ist möglich, dass er diese Reise unternommen hat, um an ihrer Beerdigung teilzunehmen.